# Moscheea Defterdar Mustafa Pașa
Moscheea Defterdar Mustafa Pașa este o moschee din centrul provincial al orașului Edirne. A fost construită la ordinul lui Defterdar Mustafa Pașa în a doua jumătate a secolului al XVI-lea de către Mimar Sinan, arhitectul sultanilor din acea perioadă.
Moscheea Defterdar Mustafa Pașa a fost construită de Mustafa Pașa, care a fost Defterdar în timpul domniei lui Soliman Magnificul și a lui Selim al II-lea. Situată în cartierul Sabuni din centrul orașului Edirne, moscheea are porți de intrare pe strada Tekke Bayırı și pe strada Tunahan Șeker. Numele moscheii, care este situată într-o curte mare, este menționat în surse și ca Moscheea Defterdar, Moscheea Defterdar Mustafa Çelebi, Moscheea Defterdar Kara Mustafa Pașa. Construcția, a cărei cupolă s-a prăbușit în cutremurul din 1751, a fost redeschisă pentru credincioși, de data aceasta cu un acoperiș din lemn, grație eforturilor lui Hacı Rușen Efendi. În timpul acestei reparații, în curte a fost construită și o madrasah.
Odată cu restaurările efectuate de Direcția Generală a Fundațiilor între 1953 și 1962, cupola, locul de adunare, ușa coroanei și ferestrele moscheii au fost renovate în conformitate cu originalul. Ultima restaurare a moscheii a început în 2020. Moscheea, a cărei restaurare a durat doi ani, a fost deschisă pentru credincioși pe 21 aprilie 2022.